# Abierto Mexicano de Tenis 2019
L'Abierto Mexicano de Tenis 2019, anche conosciuto come Abierto Mexicano Telcel presentado por HSBC 2019 per motivi di sponsorizzazione, è stato un torneo di tennis giocato sul cemento. È stata la 26ª edizione del torneo maschile, facente parte della categoria ATP World Tour 500 series nell'ambito dell'ATP Tour 2019, e la 19ª del torneo femminile facente parte della categoria WTA International nell'ambito del WTA Tour 2019. Sia il torneo maschile che quello femminile si sono giocati al Princess Mundo Imperial di Acapulco in Messico, dal 25 febbraio al 2 marzo 2019.

## Partecipanti ATP

### Teste di serie
| Nazionalità | Giocatore         | Ranking* | Testa di serie |
| ----------- | ----------------- | -------- | -------------- |
| Spagna      | Rafael Nadal      | 2        | 1              |
| Germania    | Alexander Zverev  | 3        | 2              |
| Stati Uniti | John Isner        | 9        | 3              |
| Argentina   | Diego Schwartzman | 19       | 4              |
| Australia   | Alex de Minaur    | 27       | 5              |
| Stati Uniti | Frances Tiafoe    | 29       | 6              |
| Stati Uniti | Steve Johnson     | 34       | 7              |
| Australia   | John Millman      | 36       | 8              |

* Ranking al 18 febbraio 2019.

### Altri partecipanti
I seguenti giocatori hanno ricevuto una wild card per il tabellone principale:
- David Ferrer
- Gerardo López Villaseñor
- Emilio Nava

Il seguente giocatore è entrato nel tabellone principale come special exempt:
- Mackenzie McDonald

I seguenti giocatori sono entrati nel tabellone principale passando dalle qualificazioni:

- Federico Gaio
- Marcel Granollers
- Ryan Harrison
- Alexei Popyrin

Il seguente giocatore è entrato in tabellone come lucky loser:
- Guillermo García López

### Ritiri
Prima del torneo
- Kevin Anderson → sostituito da  Miša Zverev
- Grigor Dimitrov → sostituito da  Cameron Norrie
- Martin Kližan → sostituito da  Yoshihito Nishioka
- Taylor Fritz → sostituito da  Guillermo García López

Durante il torneo
- Feliciano López

## Partecipanti WTA

### Teste di serie
| Nazionalità | Giocatrice         | Ranking* | Testa di serie |
| ----------- | ------------------ | -------- | -------------- |
| Stati Uniti | Sloane Stephens    | 3        | 1              |
| Stati Uniti | Danielle Collins   | 24       | 2              |
| Croazia     | Donna Vekić        | 25       | 3              |
| Romania     | Mihaela Buzărnescu | 29       | 4              |
| Stati Uniti | Sofia Kenin        | 37       | 5              |
| Grecia      | Maria Sakkarī      | 38       | 6              |
| Cina        | Zheng Saisai       | 41       | 7              |
| Regno Unito | Johanna Konta      | 42       | 8              |

* Ranking al 18 febbraio 2019.

### Altre partecipanti
Le seguenti giocatrici hanno ricevuto una wild card per il tabellone principale:
- Viktoryja Azaranka
- Renata Zarazúa
- Jil Teichmann

Le seguenti giocatrici sono entrate nel tabellone principale passando dalle qualificazioni:

- Irina Bara
- Ysaline Bonaventure
- Varvara Flink
- Beatriz Haddad Maia
- Christina McHale
- Conny Perrin

La seguente giocatrice è entrata in tabellone come lucky loser:
- Martina Trevisan

### Ritiri
Prima del torneo
- Ekaterina Aleksandrova → sostituita da  Laura Siegemund
- Eugenie Bouchard → sostituita da  Amanda Anisimova
- Hsieh Su-wei → sostituita da  Marie Bouzková
- Ajla Tomljanović → sostituita da  Bianca Andreescu
- Stefanie Vögele → sostituita da  Martina Trevisan

Durante il torneo
- Amanda Anisimova
- Katie Boulter
- Rebecca Peterson
- Mónica Puig

## Punti
| Evento              | V   | F   | SF  | QF | 2T   | 1T   | Q3   | Q2   | Q1   |
| Singolare maschile  | 500 | 300 | 180 | 90 | 45   | 0    | 20   | 10   | 0    |
| Doppio maschile     | 500 | 300 | 180 | 90 | 0    | N.D. | 45   | 25   | 0    |
| Singolare femminile | 280 | 180 | 110 | 60 | 30   | 1    | 18   | 12   | 1    |
| Doppio femminile    | 280 | 180 | 110 | 60 | N.D. | 1    | N.D. | N.D. | N.D. |

## Montepremi
| Evento              | V        | F        | SF      | QF      | 2T      | 1T      | Q3   | Q2     | Q1     |
| Singolare maschile  | $367,630 | $184,640 | $93,160 | $48,955 | $24,470 | $13,540 | N.D. | $5,210 | $2,600 |
| Doppio maschile*    | $115,510 | $56,540  | $28,350 | $14,550 | $7,520  | N.D.    | N.D. | N.D.   | N.D.   |
| Singolare femminile | $43,000  | $21,400  | $11,500 | $6,175  | $3,400  | $2,100  | $0   | $1,020 | $600   |
| Doppio femminile *  | $12,300  | $6,400   | $3,435  | $1,820  | N.D.    | $960    | N.D. | N.D.   | N.D.   |

* per squadra

## Campioni

### Singolare maschile
Nick Kyrgios ha sconfitto in finale  Alexander Zverev con il punteggio di 6-3, 6-4.
- È il quinto titolo in carriera per Kyrgios, primo della stagione.

### Singolare femminile
Wang Yafan ha sconfitto in finale  Sofia Kenin con il punteggio di 2-6, 6-3, 7-5.
- È il primo titolo in carriera per Wang.

### Doppio maschile
Alexander Zverev /  Miša Zverev hanno sconfitto in finale  Austin Krajicek /  Artem Sitak con il punteggio di 2-6, 7–6(4), [10-5].

### Doppio femminile
Viktoryja Azaranka /  Zheng Saisai hanno sconfitto in finale  Desirae Krawczyk /  Giuliana Olmos con il punteggio di 6-1, 6-2.